# St Mary in the Marsh
St Mary in the Marsh è un villaggio e parrocchia civile dell'Inghilterra, appartenente alla contea del Kent.